# Autoroute A2 (Italie)
Pour les articles homonymes, voir Autoroute A2 et Autoroute de la Méditerranée.
L'autoroute italienne A2, également autoroute de la Méditerranée, longue de 432,6 km, relie Salerne et la région de Naples à Reggio de Calabre, à l'extrême pointe de la péninsule italienne.
Son tracé très accidenté suit le contour des massifs montagneux internes, ce qui peut créer des difficultés de circulation pendant la saison hivernale. Ainsi, l'autoroute compte 190 tunnels (pour une distance cumulée de 125 km) et 480 ponts et viaducs (pour une distance cumulée de 97 km). Il s'agit d'une des autoroutes les plus hautes d'Europe, avec un point culminant à 1 050 m (Campotenese en Calabre). C'est le seul lien autoroutier entre la Sicile et le reste de l'Italie.
Auparavant, l'autoroute était numérotée A3 jusqu'à ce qu'elle soit réaménagée dans les années 2010. Après cela, elle devient l'autoroute A2, dénomination anciennement utilisée entre Rome et Naples qui est repris par l'A1 en 1988. De nos jours, l'A3 existe encore sur le tronçon napolitain long de 52 km.

## Historique
La section de Naples à Pompéi a été achevée le 22 juin 1929, elle a une longueur de 22 km et traverse la province de Naples. Le tronçon est géré par la Società Autostrade Meridionali.
La section de Pompei à Salerne a été mise en service le 16 juillet 1961, le tronçon a une longueur de 30 km et traverse les provinces de Naples et Salerne. Le tronçon est géré par la société SAM (Società Autostrade Meridionali).
La section de Salerne à Reggio de Calabre a été terminée le 13 juin 1974, c'est le plus grand projet réalisé directement par l'État italien. Le tronçon, géré par la société ANAS, est sans péage. Elle a une longueur de 442,9 km et traverse les provinces de Salerne, Potenza, Cosenza, Vibo Valentia et Reggio de Calabre où elle rejoint la route nationale 106 ionienne.

## Parcours
| A2 NAPLES - REGGIO CALABRIA |                                                                        |       |       |          |                  |
| Type                        | Indications                                                            | ↓km↓  | ↑km↑  | Province | Route européenne |
| Début de l'A3               |                                                                        |       |       |          |                  |
|                             | Naples centre                                                          | 0,0   | 51,6  | NA       |                  |
|                             | Gare de Naples-Centrale                                                | 2,0   | 49,6  | NA       |                  |
|                             | Napoli San Giovanni a Teduccio                                         | 2,6   | 49,0  | NA       |                  |
|                             | Rome, Florence, Bologne, Milan                                         | 4,0   | 47,6  | NA       |                  |
|                             | Barrière de Naples sud                                                 | --,-  | --,-  | NA       |                  |
|                             | San Giorgio a Cremano nord Napoli Ponticelli                           | 5,5   | 45,2  | NA       |                  |
|                             | San Giorgio a Cremano sud                                              | 6,4   | 45,2  | NA       |                  |
|                             | Portici Bellavista                                                     | 8,0   | 43,6  | NA       |                  |
|                             | Ercolano Portici                                                       | 8,5   | 43,1  | NA       |                  |
|                             | Torre del Greco                                                        | 11,5  | 40,1  | NA       |                  |
|                             | Torre Annunziata nord                                                  | 15,0  | 36,6  | NA       |                  |
|                             | Torre Annunziata sud                                                   | 20,0  | 31,6  | NA       |                  |
|                             | Aire de services Torre Annunziata                                      | 21,0  | 30,5  | NA       |                  |
|                             | Pompéi ouest Site archéologique de Pompéi                              | 21,9  | 29,7  | NA       |                  |
|                             | Castellammare di Stabia                                                | 22,5  | 29,1  | NA       |                  |
|                             | Pompei est Scafati                                                     | 25,0  | 26,6  | NA       |                  |
|                             | Angri                                                                  | 29,7  | 21,9  | SA       |                  |
|                             | Nocera Inferiore                                                       | 36,6  | 15,0  | SA       |                  |
|                             | Aire de service Alfaterna                                              | 40,0  | 8,0   | SA       |                  |
|                             | Cava de' Tirreni                                                       | 42,9  | 8,7   | SA       |                  |
|                             | Vietri sul Mare                                                        | 48,4  | 3,2   | SA       |                  |
|                             | Salerne centre                                                         | 51,6  | 0,0   | SA       |                  |
|                             | Salerne Fratte Périphérique de Salerne                                 | 0,0   | 442,9 | SA       |                  |
|                             | Avellino Caserta                                                       | 5,9   | 439,9 | SA       |                  |
| L'A3 devient l'A2           |                                                                        |       |       |          |                  |
|                             | Aire de services Salerno                                               | 7,0   | 436,0 | SA       |                  |
|                             | San Mango Piemonte                                                     | 7,3   | 435,7 | SA       |                  |
|                             | Pontecagnano nord                                                      | 13,0  | 429,9 | SA       |                  |
|                             | Pontecagnano sud Montecorvino Pugliano Aéroport Salerno Costa d'Amalfi | 17,5  | 425,4 | SA       |                  |
|                             | Battipaglia                                                            | 23,0  | 419,9 | SA       |                  |
|                             | Eboli                                                                  | 30,0  | 412,9 | SA       |                  |
|                             | Campagna                                                               | 36,1  | 406,8 | SA       |                  |
|                             | Aire de services Campagna                                              | 43,0  | 399,9 | SA       |                  |
|                             | Contursi Terme                                                         | 46,0  | 396,9 | SA       |                  |
|                             | Sicignano degli Alburni - Potenza Metaponto Tarante                    | 54,0  | 388,9 | SA       |                  |
|                             | Petina                                                                 | 65,0  | 377,9 | SA       |                  |
|                             | Polla                                                                  | 76,0  | 366,9 | SA       |                  |
|                             | Atena Lucana Scanzano Jonico Tarante                                   | 83,0  | 359,9 | SA       |                  |
|                             | Sala Consilina                                                         | 88,0  | 354,9 | SA       |                  |
|                             | Aire de service Sala Consilina                                         | 91,0  | 351,9 | SA       |                  |
|                             | Padula Buonabitacolo                                                   | 104,0 | 338,9 | SA       |                  |
|                             | Lagonegro nord Maratea                                                 | 124,0 | 318,9 | PZ       |                  |
|                             | Lagonegro sud                                                          | 126,0 | 316,9 | PZ       |                  |
|                             | Lauria nord Valsinni Tarante                                           | 138,0 | 304,9 | PZ       |                  |
|                             | Lauria sud                                                             | 145,0 | 297,9 | PZ       |                  |
|                             | Aire de services Galdo                                                 | 146,0 | 296,9 | PZ       |                  |
|                             | Laino Borgo                                                            | 153,0 | 289,9 | CS       |                  |
|                             | Mormanno Scalea                                                        | 164,0 | 278,9 | CS       |                  |
|                             | Campotenese                                                            | 174,0 | 268,9 | CS       |                  |
|                             | Morano Calabro Castrovillari                                           | 185,0 | 257,9 | CS       |                  |
|                             | Aire de services Frascineto                                            | 193,0 | 247,9 | CS       |                  |
|                             | Frascineto Castrovillari                                               | 194,0 | 248,9 | CS       |                  |
|                             | Firmo Sibari Tarante                                                   | 208,0 | 234,9 | CS       |                  |
|                             | Altomonte                                                              | 214,0 | 228,9 | CS       |                  |
|                             | Tarsia nord Spezzano Terme                                             | 220,0 | 222,9 | CS       |                  |
|                             | Tarsia sud                                                             | 225,0 | 217,9 | CS       |                  |
|                             | Aire de services Tarsia                                                | 226,0 | 216,9 | CS       |                  |
|                             | Torano Castello Bisignano                                              | 235,0 | 207,9 | CS       |                  |
|                             | Montalto Uffugo Rose                                                   | 246,0 | 196,9 | CS       |                  |
|                             | Cosenza nord Rende Paola - Crotone                                     | 253,0 | 189,9 | CS       |                  |
|                             | Aire de services Rende                                                 | 254,0 | 188,9 | CS       |                  |
|                             | Cosenza                                                                | 259,0 | 183,9 | CS       |                  |
|                             | Rogliano Malito                                                        | 273,0 | 169,9 | CS       |                  |
|                             | Aire de services Rogliano                                              | 275,0 | 167,9 | CS       |                  |
|                             | Altilia Grimaldi                                                       | 286,0 | 156,9 | CS       |                  |
|                             | San Mango d'Aquino                                                     | 294,0 | 148,9 | CZ       |                  |
|                             | Falerna                                                                | 304,0 | 138,9 | CZ       |                  |
|                             | Aire de services Sant'Eufemia Lamezia                                  | 317,0 | 125,9 | CZ       |                  |
|                             | Lamezia Terme Catanzaro                                                | 320,0 | 122,9 | CZ       |                  |
|                             | Pizzo ex Tropea                                                        | 339,0 | 103,9 | VV       |                  |
|                             | Aire de service Pizzo (seulement en direction du nord)                 |       | 103,0 | VV       |                  |
|                             | Vibo Valentia Sant'Onofrio                                             | 348,0 | 94,9  | VV       |                  |
|                             | Serre Serra San Bruno                                                  | 359,0 | 83,9  | VV       |                  |
|                             | Mileto Dinami                                                          | 370,0 | 72,9  | VV       |                  |
|                             | Rosarno Marina di Gioiosa Jonica                                       | 383,0 | 59,9  | RC       |                  |
|                             | Aire de services Rosarno                                               | 390,0 | 56,9  | RC       |                  |
|                             | Gioia Tauro                                                            | 393,0 | 49,9  | RC       |                  |
|                             | Palmi                                                                  | 401,0 | 41,9  | RC       |                  |
|                             | Sant'Elia                                                              | 408,0 | 34,9  | RC       |                  |
|                             | Bagnara                                                                | 412,0 | 30,9  | RC       |                  |
|                             | Scilla                                                                 | 423,0 | 19,9  | RC       |                  |
|                             | Santa Trada                                                            | 426,9 | 16,0  | RC       |                  |
|                             | Aire de services Villa San Giovanni                                    | 433,0 | 10,0  | RC       |                  |
|                             | Villa San Giovanni Bateaux pour Messine                                | 434,0 | 8,9   | RC       |                  |
|                             | Campo Calabro                                                          | 435,0 | 7,9   | RC       |                  |
|                             | Reggio Catona Reggio Arghillà                                          | 436,0 | 6,9   | RC       |                  |
|                             | Reggio Gallico                                                         | 437,0 | 5,9   | RC       |                  |
|                             | Port de Reggio Lungomare Falcomatà Bateaux pour Messine                | 441,6 | 1,3   | RC       |                  |
|                             | Périphérique de Reggio Calabria Tarante                                | 442,5 | 0,4   | RC       |                  |
|                             | Reggio Calabria nord                                                   | 442,9 | 0,0   | RC       |                  |

## Travaux de modernisation

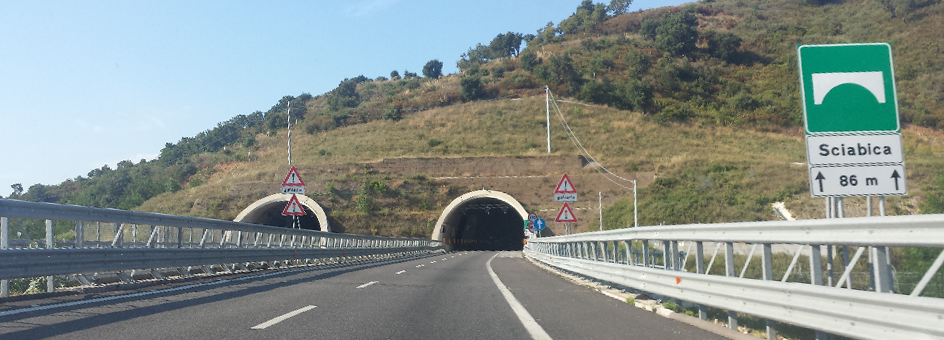
Tunnel Timpa delle Vigne (773 m) dans le secteur de Nocera Terinese.

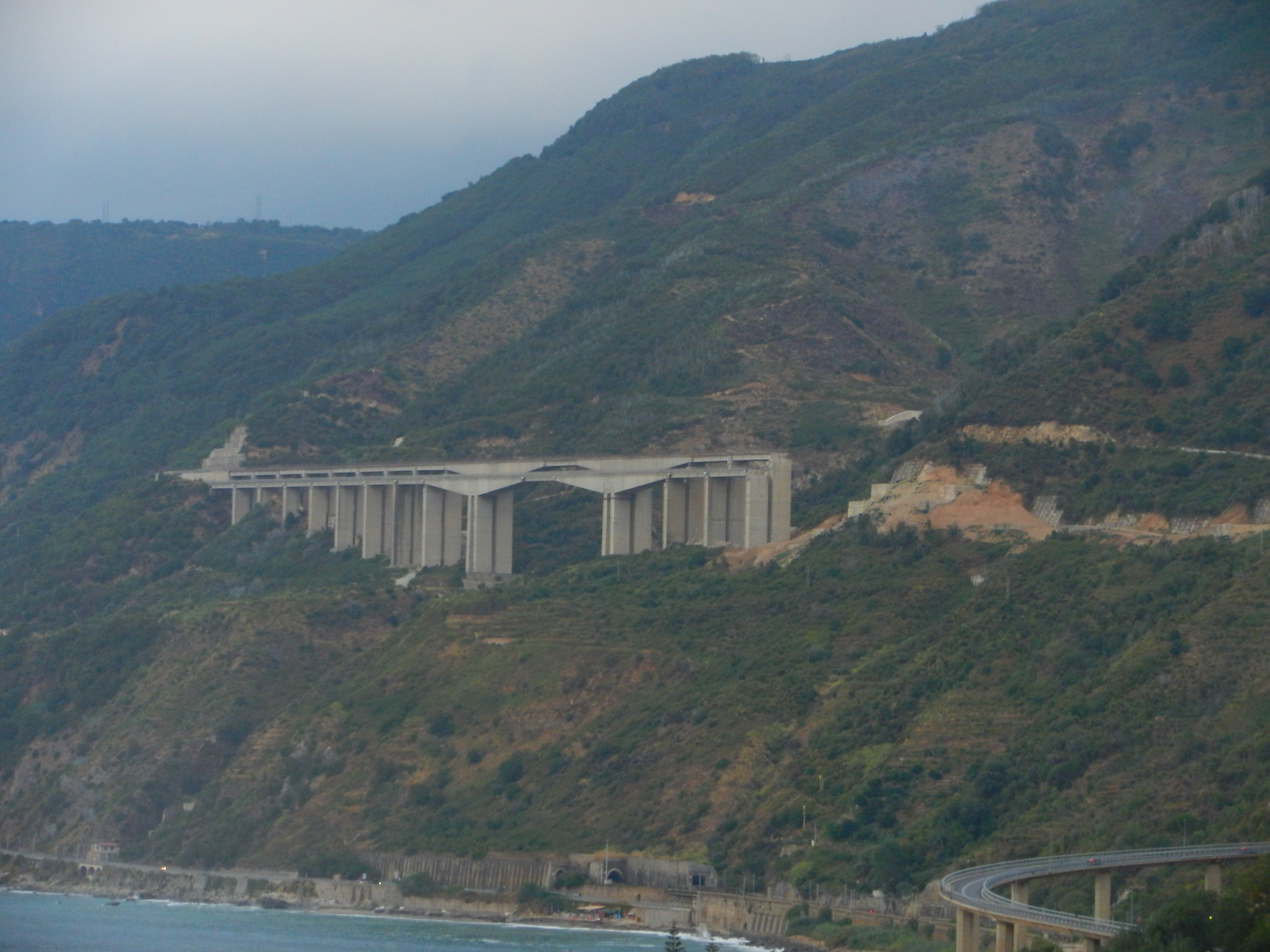
Démolition du viaduc Costa Viola en août 2014.

L'autoroute n'étant pas aux normes, ni nationales, ni européennes, le gouvernement reconnait en 1980 la nécessité de travaux de restructuration pour une autoroute qui, à peine huit ans après sa construction, est déjà obsolète. Cependant, en 1990, les travaux de modernisation n'ont toujours pas commencé. L'Union européenne intervient et oblige l'Italie à adapter le tronçon Salerno-Reggio Calabria aux normes européennes. En 1997, les premiers chantiers sont ouverts mais en raison de nombreux cas de corruption, les délais sont toujours repoussés.
Ces dernières années, l'ANAS a réalisé des travaux de modernisation très importants sur le tronçon : entre autres, la mise à trois voies, plus une de secours, entre les sorties de Salerne et Sicignano degli Alburni. Le parachèvement de ce tronçon a eu lieu en 2013.
Le reste de l'autoroute, selon les projets de l'ANAS, voit une modernisation progressive du tracé initial qui s'achèvera totalement en 2020. Ainsi, entre les sorties de Sicignano degli Alburni et Reggio de Calabre, l'infrastructure qui jusqu'à présent ne répondait pas aux normes européennes, voit la construction de deux voies et d'une voie de secours. Les travaux, qui ont commencé en 2001, se sont achevés en décembre 2016 et l'autoroute est restée sans péage.
Une difficulté qui a compliqué le parachèvement de cette œuvre est la caractéristique de l'orographie de cette région, notamment de la Basilicate et de la Calabre : la zone est très montagneuse et les viaducs et tunnels, sur ce trajet, atteignent des altitudes importantes, comme le col de Campotenese, à 1 050 m.
Un autre point clé, très connu des automobilistes, est le viaduc du Sirino, situé au km 128. À ce point, l'autoroute se convertit durant quelques mètres en route normale dans les deux sens, à cause d'un éboulement de terre qui s'est produit il y a 40 ans, peu après l'ouverture de l'autoroute en 1968, qui a détruit les pylônes du viaduc du côté nord. Mais avec l'ouverture des chantiers de l'ANAS, depuis le 11 mars 2008, ce tronçon historique ainsi que celui de 20 km qui traverse la Basilicate ont été modernisés.
Lorsque tous les travaux de mise aux normes seront terminés (2020), l'A2 deviendra la première Smart road italienne, autoroute connectée de dernière génération, ce qui en fera un des axes routiers les plus modernes d'Europe.
Avec ses 5 ponts d’une hauteur libre de plus de 145 mètres (Rago, Italia, Sfalassà, Favazzina et Stupino), l’A2 possède le plus grand nombre de ponts de grande hauteur derrière la section chinoise Yichang-Xian de Zhong, avec un nombre impressionnant de 10 ponts d’une hauteur de plus de 145 mètres.
Le tunnel Serra Rotonda de 3,8 km, ouvert en juillet 2015, est le plus long de l'autoroute A2.

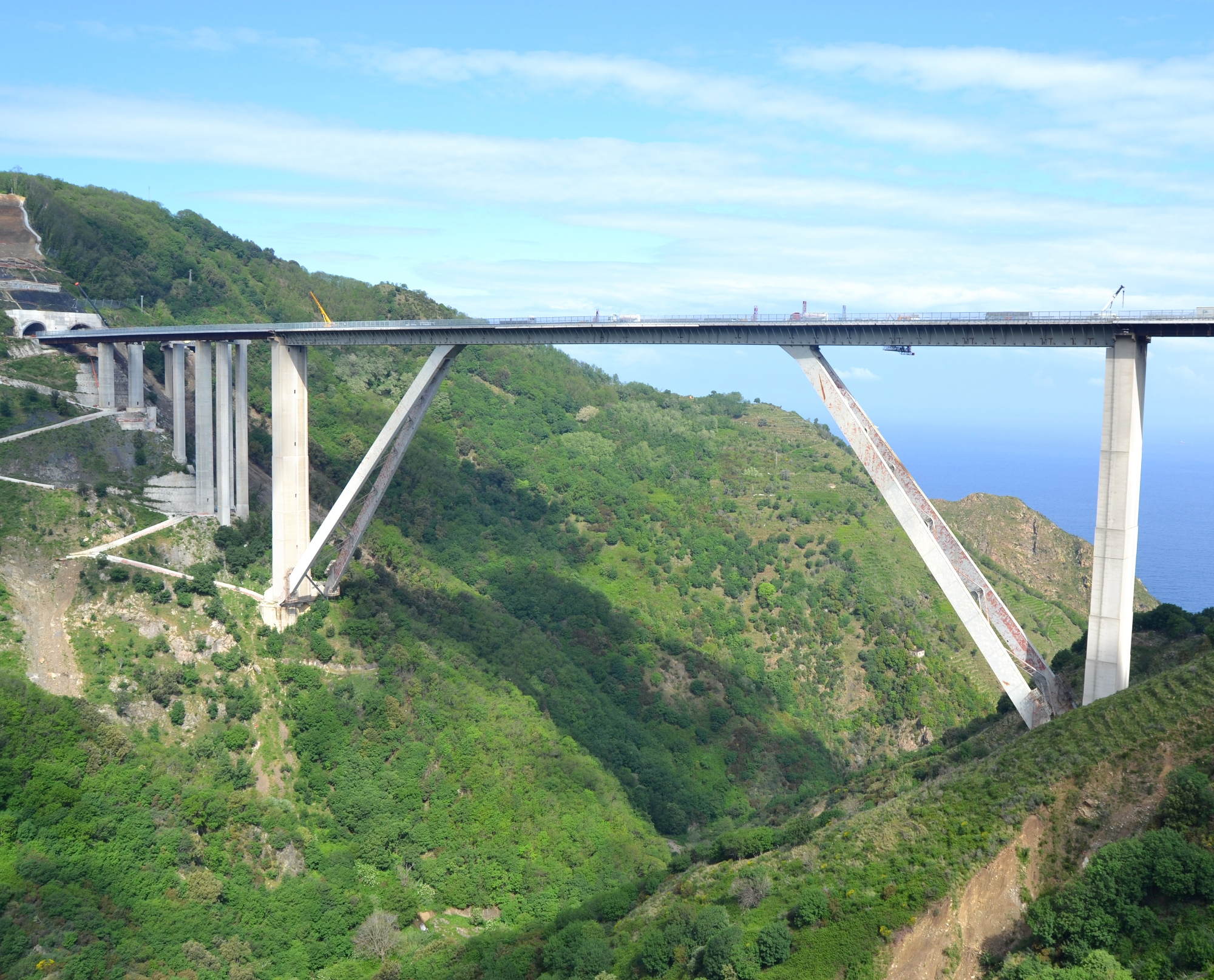
Le viaduc Sfalassà.
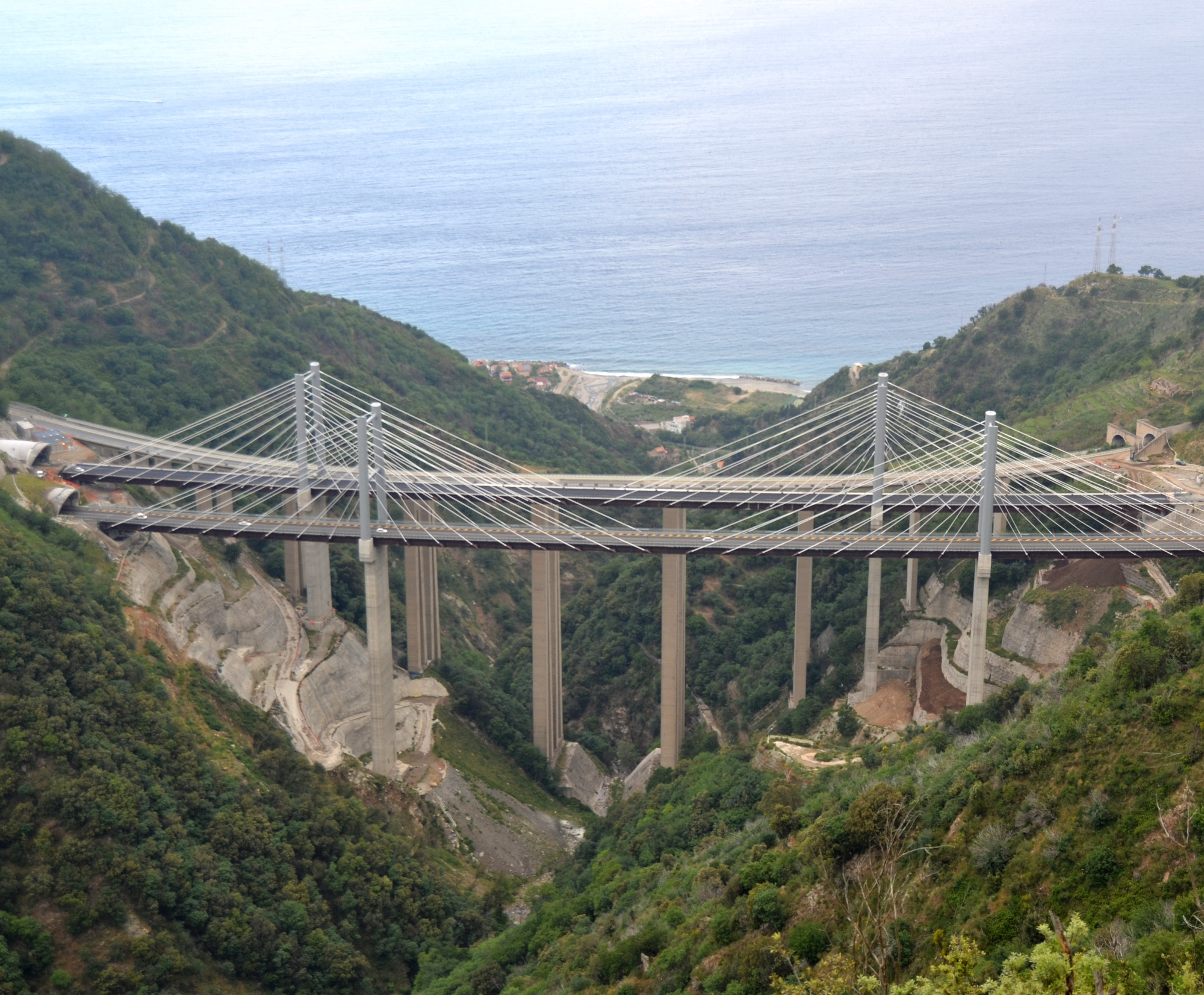
Le viaduc de Favazzina.
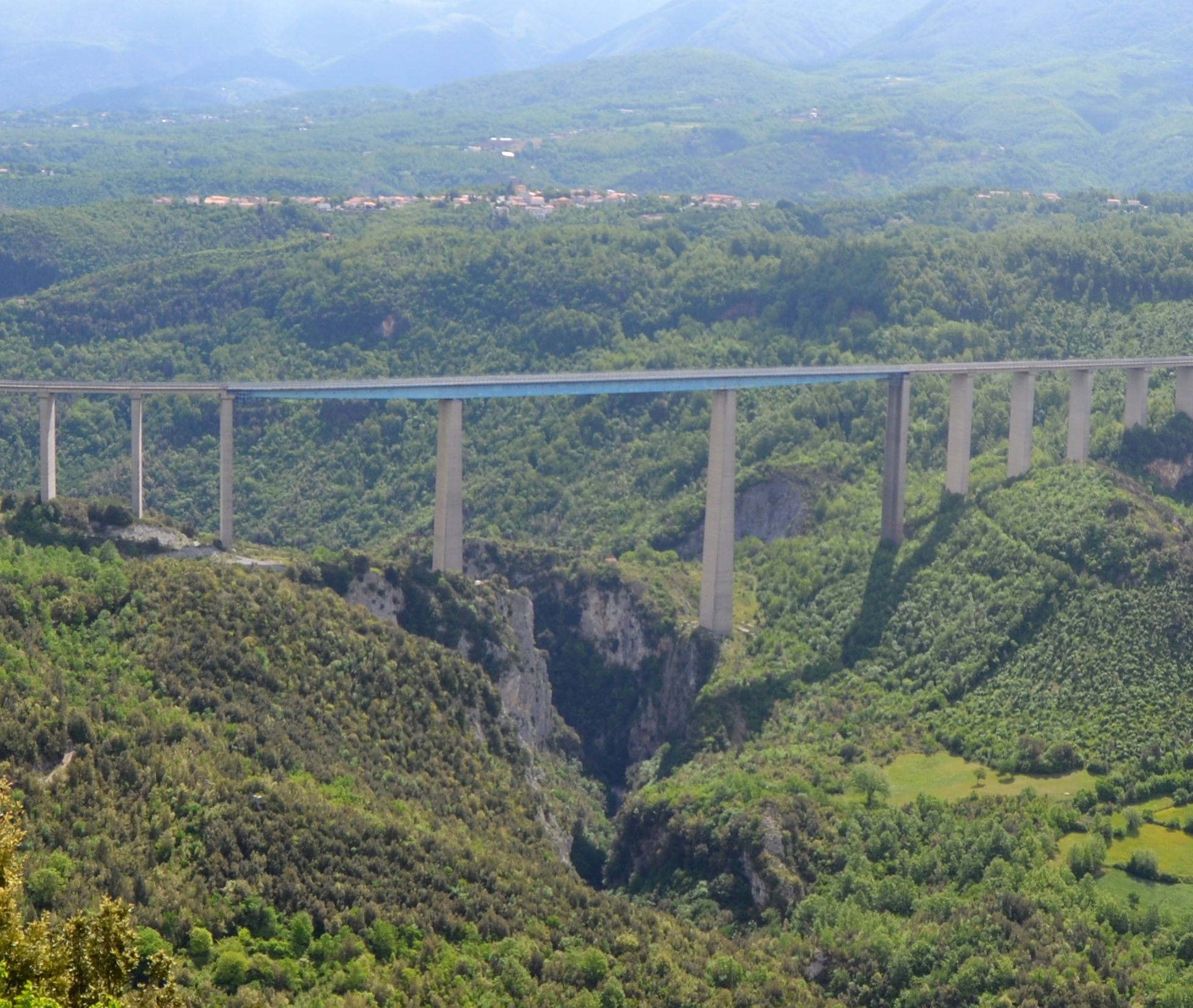
Le viaduc Italia.
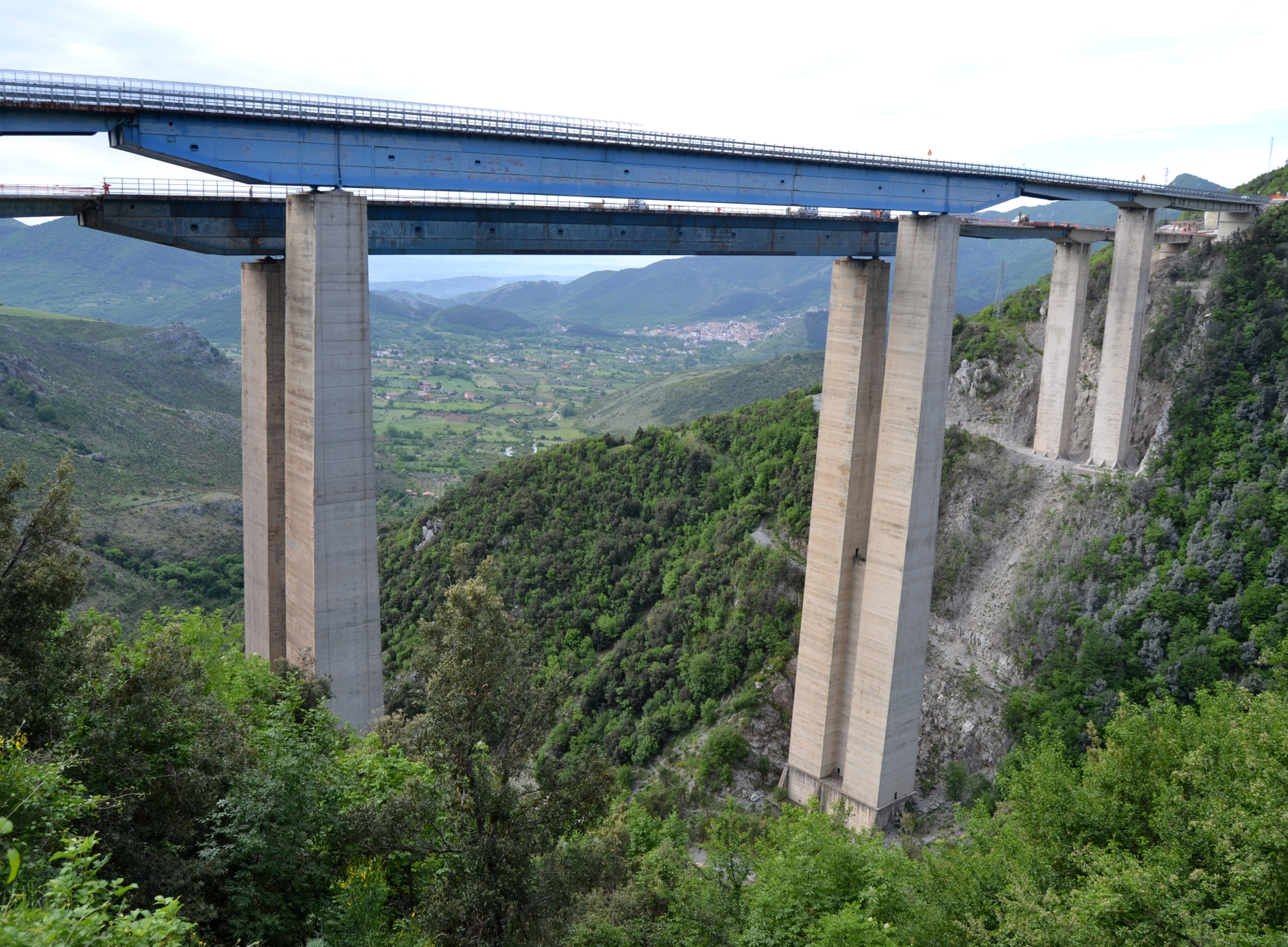
Le viaduc Rago.
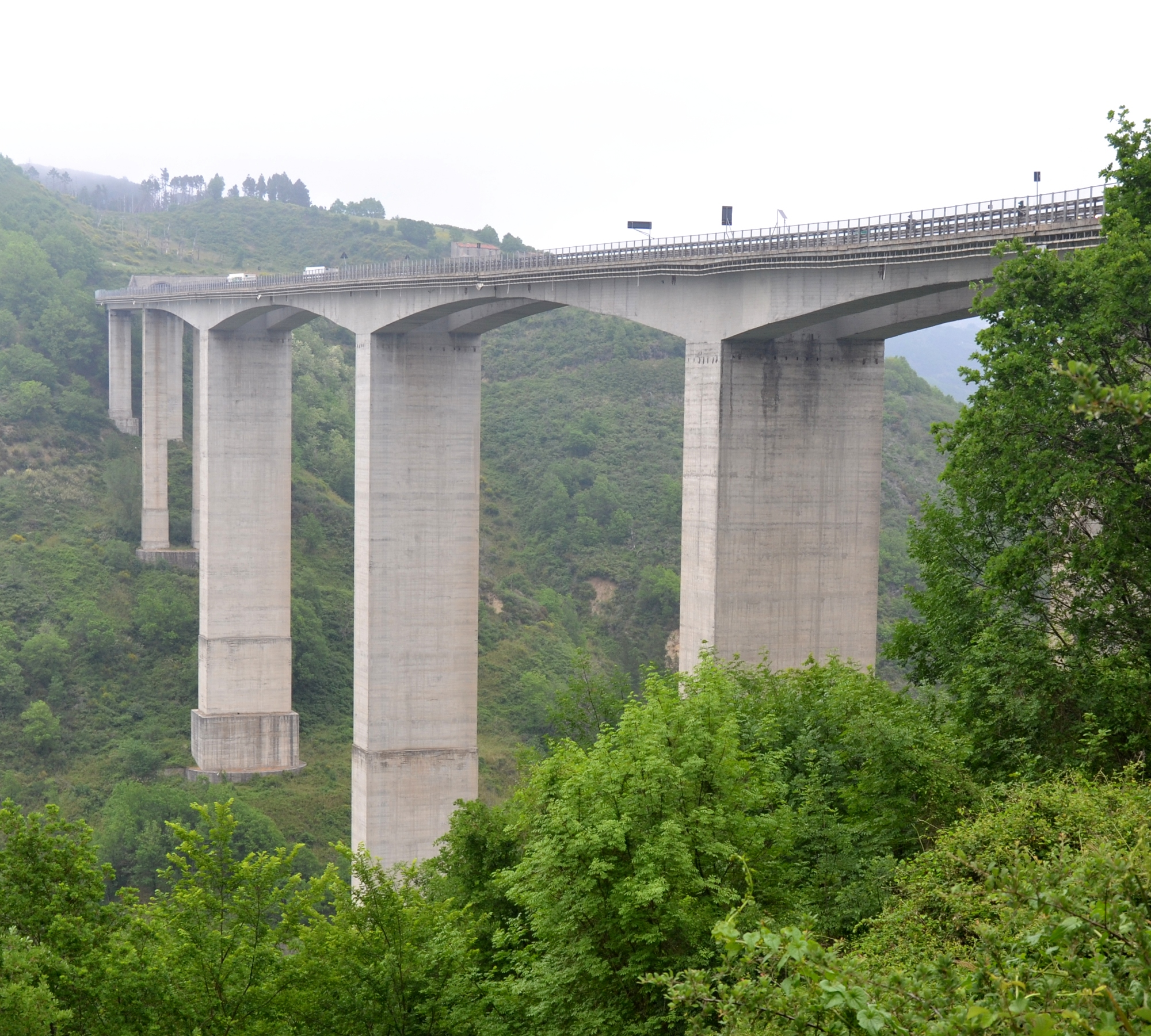
Le viaduc Stupino.